# Prefeitura Apostólica do Azerbaijão
A Prefeitura Apostólica do Azerbaijão (em latim: Praefectura Apostolica Azerbaigianiensis, e em azeri:  Azərbaycan Həvari Prefekti) é uma circunscrição eclesiástica da Igreja Católica, que cobre todo o território do Azerbaijão. Em 2010 havia 498 batizados em meio a seus 9.000.000 de habitantes. É atualmente regida pelo bispo Vladimír Fekete, S.D.B., que é o prefeito apostólico da circunscrição.

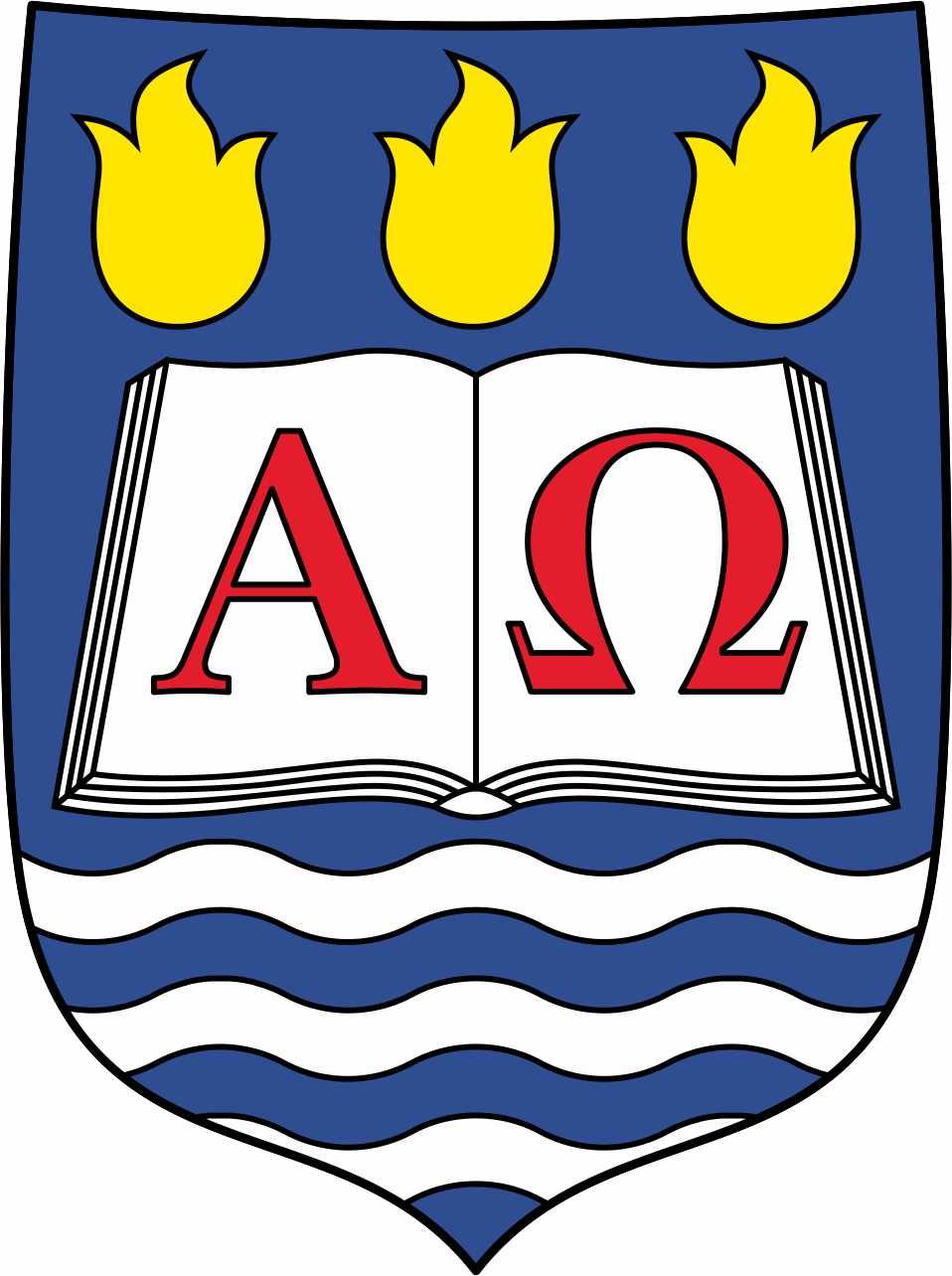
Brasão da Prefeitura Apostólica de Baku

## Território
A Prefeitura Apostólica inclui todo o território do Azerbaijão. A sede do prefeito apostólico é a cidade de Baku, capital do país, onde fica a Igreja da Imaculada Conceição, a única igreja católica no país, inaugurada em 2007.

## História
A missão sui iuris de Baku foi erigida em 11 de outubro de 2000, com território separado da Administração Apostólica do Cáucaso.
Em maio de 2002, a pequena comunidade católica do Azerbaijão recebeu a visita apostólica de João Paulo II.
Em 4 de agosto de 2011 a bula papal De iuvandis, Bento XVI elevou a missão sui iuris a prefeitura apostólica, que assumiu o nome de Prefeitura Apostólica do Azerbaijão.

## Líderes
- Jozef Daniel Pravda, S.D.B. (11 de outubro de 2000 - 18 de julho de 2003)
- Jan Capla, S.D.B. (18 de julho de 2003 - 5 de novembro de 2009)
- Vladimír Fekete, S.D.B. (5 de novembro de 2009 - presente)

## Estatísticas
A prefeitura apostólica, até o final de 2010, havia batizado 498 pessoas em uma população de 9.000.000.